# Horseshoe Bay
Horseshoe Bay é uma Região censo-designada localizada no estado norte-americano de Texas, no Condado de Burnet e Condado de Llano.

## Demografia
Segundo o censo norte-americano de 2000, a sua população era de 3337 habitantes.

## Geografia
De acordo com o United States Census Bureau tem uma área de
69,1 km², dos quais 60,5 km² cobertos por terra e 8,6 km² cobertos por água.

## Localidades na vizinhança
O diagrama seguinte representa as localidades num raio de 8 km ao redor de Horseshoe Bay.